# Maritza M. Buendía
Maritza M. Buendía (Zacatecas, México, 1974) es una escritora mexicana, ganadora del Premio Nacional de Literatura Gilberto Owen (2012) y del Premio Bellas Artes de Ensayo Literario José Revueltas (2011).

## Biografía
Licenciada en Letras por la Universidad Autónoma de Zacatecas, posteriormente realizó la Maestría en Filosofía e Historia de las Ideas, en la misma Universidad. Cursó el doctorado en Humanidades-Literatura en la Universidad Autónoma Metropolitana-Iztapalapa. Su tesis doctoral estudia el ser poético, lo sagrado, el amor y el erotismo como nuevas formas de expresión a partir de la narrativa de dos escritores de la Generación de Medio Siglo: Juan García Ponce e Inés Arredondo. Dicha investigación mereció el Premio Bellas Artes de Ensayo Literario José Revueltas, en 2011, y es el origen del libro Poética del voyeur, poética del amor: Juan García Ponce e Inés Arredondo  (2013). Tras concluir su tesis, realizó un posdoctorado en la Universidad de Buenos Aires
En 2003, formó parte de la primera generación de la Fundación para las Letras Mexicanas (FLM), institución ubicada en la Ciudad de México, cuyo objetivo es incentivar el desarrollo de jóvenes escritores. En dos ocasiones ha sido becaria del FONCA Jóvenes Creadores (2009 y 2007). En 2012 realizó una estancia en el Pen Club Flamenco, Casa de Escritores, Amberes, Bélgica, a través del programa de Apoyo a Residencias Artísticas (FONCA/CONACYT), experiencia que le permitió dar a conocer su literatura en otras partes del mundo.
Ha colaborado en las revistas Diálogo, Dosfilos, Oficio y Tierra Adentro.  Es docente-investigadora en la Unidad Académica de Letras de la Universidad Autónoma de Zacatecas y fue editora de la revista Corre, Conejo. Actualmente, participa, junto con el Cuerpo Académico UAZ 170, en la publicación electrónica Cuadernos de Hermenéutica, en la que se muestra parte de su trabajo como investigadora en el área de la literatura, la hermenéutica y las humanidades, en general.

## Premios y publicaciones
Es autora del libro de narrativa Tangos para Barbie y Ken (2016), proyecto que resulta ganador del Premio Nacional de Literatura Gilberto Owen 2012. En 2015 publica Rumores, gatos y otros cuentos, una antología de cuentos donde se narra sobre el silencio de una madre enferma de melancolía; acerca del profesor Julio y sobre Alondra, que desea convertirse en palabra para ser leída por él.
En 2005 publica En el jardín de los cautivos, galardonado con el Premio Nacional de Cuento Joven Julio Torri 2004, en el que "el erotismo tiene no un rostro, sino muchos: hace suyos el dolor, la crueldad, el misterio, las encrucijadas de la humillación..."
En La memoria del agua (2002), la autora ofrece historias que resaltan por la construcción de atmósferas.
En 1988 escribe Isla de sombras: una aproximación a la vida y obra de Roberto Cabral de Hoyo. Sobre las publicaciones colectivas, M. Buendía forma parte de Emergencias. Cuentos mexicanos de jóvenes talentos (2004) y de Ramón López Velarde: el inteligente ejercicio de la pasión (2001). 
Convencida en su empeño de combinar la creación literaria con la investigación y la docencia, participa como editora de Cuadernos de hermenéutica I (2016) y de Ficcionario de Teoría Literaria (2015). Algunos de sus cuentos han sido traducidos al francés en la revista Vericuetos y al neerlandés en la revista Deus ex machina.

## Obra

### Cuento
- Tangos para Barbie y Ken, Textofilia Ediciones, (2016).
- Rumores, gatos y otros cuentos, El suri porfiado y Círculo de Poesía, México, Argentina, (2015).
- En el jardín de los cautivos, Conaculta, Fondo Editorial Tierra Adentro, (2005).
- La memoria del agua, Conaculta, Fondo Editorial Tierra Adentro (2002).

### Ensayo
- Poética del voyeur, poética del amor: Juan García Ponce e Inés Arredondo, Conaculta/INBA/Instituto de Cultura del Estado de Durango, (2013).
- Isla de sombras: una aproximación a la vida y obra de Roberto Cabral del Hoyo, Gobierno del Estado de Zacatecas, LVI Legislatura del Estado de Zacatecas, (1998).

### Antologías
- Emergencias. Cuentos mexicanos de jóvenes talentos, Lectorum, (2004).
- Ramón López Velarde: el inteligente ejercicio de la pasión, Conaculta, Fondo Editorial Tierra Adentro, (2001).

### Editora
- Quadernos de Hermenéutica I, Policromía, (2016).
- Ficcionario de Teoría Literaria, Texere Editores, (2015).

### Novela
- Jugaré contigo, Alfaguara, (2018).